# 延纳斯多夫县

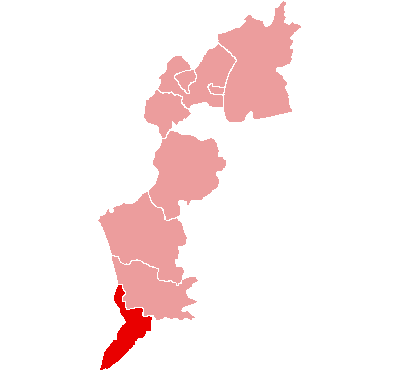
延纳斯多夫县在布尔根兰州的位置

延纳斯多夫县（德語：Bezirk Jennersdorf）是奥地利布尔根兰州所辖的一个县。总面积253.4平方公里，总人口17933，人口密度71人/平方公里（2001年）。行政中心位于延纳斯多夫。

## 行政区域
延纳斯多夫县辖有12个市镇。